# NGC 3302
NGC 3302 is een lensvormig sterrenstelsel in het sterrenbeeld Luchtpomp. Het hemelobject werd op 28 januari 1835 ontdekt door de Engelse astronoom John Herschel.

## Synoniemen
- ESO 437-7
- MCG -5-25-20
- AM 1033-320
- PGC 31391